# Карантек
Карантек (фр. Carantec) је насељено место у Француској у региону Бретања, у департману Финистер.
По подацима из 2011. године у општини је живело 3129 становника, а густина насељености је износила 346,9 становника/km².

## Демографија
| 1962. | 1968. | 1975. | 1982. | 1990. | 2011. |
| ----- | ----- | ----- | ----- | ----- | ----- |
| 2.603 | 2.651 | 2.527 | 2.522 | 2.609 | 3.129 |